# 康定黄鹌菜
康定黄鹌菜（学名：Youngia kangdingensis）为菊科黄鹌菜属下的一个种。

## 扩展阅读
- 維基物種上的相關：康定黄鹌菜